# Intu Lakeside
Intu Lakeside, tidigare Lakeside Shopping Centre är ett köpcentrum i Thurrock i Essex i sydöstra England. Det ligger strax öster om Storlondons yttre gräns, invigdes 1990 och har cirka 280 butiker med cirka en halv miljon besökare i veckan. Tillsammans med närliggande butiksområden bildar Intu Lakeside en av Europas största enskilda handelsplatser. Köpcentret ligger nära järnvägsstationen i Chafford Hundred och har även bussförbindelser. Det har vägförbindelse via bland annat motorvägen M25.
Intu Lakeside konkurrerar med närbelägna Bluewater (i grevskapet Kent på andra sidan Themsen).